# Anushka Shetty
Sweety Shetty (sinh ngày 7 tháng 11 năm 1980), được biết đến với nghệ danh Anushka Shetty, là một nữ diễn viên và người mẫu Ấn Độ, chủ yếu làm việc trong ngành công nghiệp điện ảnh tiếng Telugu và tiếng Tamil. Cô đã nhận được nhiều giải thưởng, bao gồm ba giải thưởng CineMAA, một giải thưởng Nandi, Giải thưởng điện ảnh nhà nước TN và ba giải thưởng Filmfare từ tám đề cử. Anushka là một trong những nữ diễn viên được trả lương cao nhất của Ấn Độ  và được gọi phổ biến là Lady Superstar của điện ảnh miền nam Ấn Độ.
Cô đã xuất hiện lần đầu tiên với bộ phim Super 2005 của bộ phim tiếng Telugu năm 2005, đã mang lại cho cô một nữ diễn viên phụ xuất sắc nhất Filmfare - đề cử tiếng Telugu.  Năm sau, cô đóng vai chính trong Vikramarkudu của S. S. Rajamouli, đã trở thành một thành công lớn về thương mại.  Những bản phát hành tiếp theo của cô Lakshyam (2007) và Souryam (2008) và Chintakayala Ravi (2008) cũng là những thành công phòng vé.  Năm 2009, Shetty đã đóng hai vai trong phim giả tưởng đen tối Arundhati, đã giành được nhiều lời khen ngợi từ giới phê bình và một số giải thưởng, bao gồm Giải thưởng Filmfare đầu tiên của cô cho Nữ diễn viên xuất sắc nhất - Tiếng Telugu, Giải thưởng Nandi, Giải thưởng điện ảnh cho Nữ diễn viên xuất sắc nhất.  Năm sau, vai diễn gái điếm của Shetty trong bộ phim truyền hình nổi tiếng Vedam đã giành cho cô giải thưởng Nữ diễn viên xuất sắc thứ hai liên tiếp từ Giải thưởng Filmfare và CineMaa. Sau thành công của một loạt phim, cô đã tự khẳng định mình là một trong những nữ diễn viên hàng đầu của điện ảnh tiếng Telugu.